# Cokeville
Cokeville è un centro abitato (town) degli Stati Uniti d'America, situato nella Contea di Lincoln nello Stato del Wyoming. Nel censimento del 2000 la popolazione era di 506 abitanti.

## Geografia fisica
Secondo i rilevamenti dell'United States Census Bureau, la località di Cokeville si estende su una superficie di 1,9 km², tutti occupati da terre.

## Popolazione
Secondo il censimento del 2000, a Cokeville vivevano 506 persone, ed erano presenti 125 gruppi familiari. La densità di popolazione era di 267,7 ab./km². Nel territorio comunale si trovavano 195 unità edificate. Per quanto riguarda la composizione etnica degli abitanti, il 95,83% era bianco, lo 0,40% era afroamericano, il 2,0% proveniva dall'Oceano Pacifico, lo 0,99% apparteneva ad altre razze e lo 0,79% a due o più. La popolazione di ogni razza ispanica corrispondeva al 2,37% degli abitanti.
Per quanto riguarda la suddivisione della popolazione in fasce d'età, il 37,0% era al di sotto dei 18, l'8,3% fra i 18 e i 24, il 19,4% fra i 25 e i 44, il 21,1% fra i 45 e i 64, mentre infine il 14,2% era al di sopra dei 65 anni di età. L'età media della popolazione era di 31 anni. Per ogni 100 donne residenti vivevano 103,2 uomini.

## Crisi del 16 maggio 1986
Cokeville fa parte dell'elenco di località oggetto di  azioni terroristiche, aventi per obiettivo istituzioni scolastiche statunitensi. Il 16 maggio 1986 l'ex Marshall della cittadina David Young e sua moglie Doris, entrambi aderenti a varie organizzazioni razziste, entrarono nella locale scuola elementare armati di bombe artigianali e presero in ostaggio 176 persone fra adulti e minori.  L'esplosione intempestiva della bomba indossata dalla moglie precipitò la situazione: David a quel punto finì Doris e poi si suicidò, mentre gli ostaggi (di cui 76 feriti o ustionati) fuggivano dall'edificio.